# Maria Adelajda Hanowerska

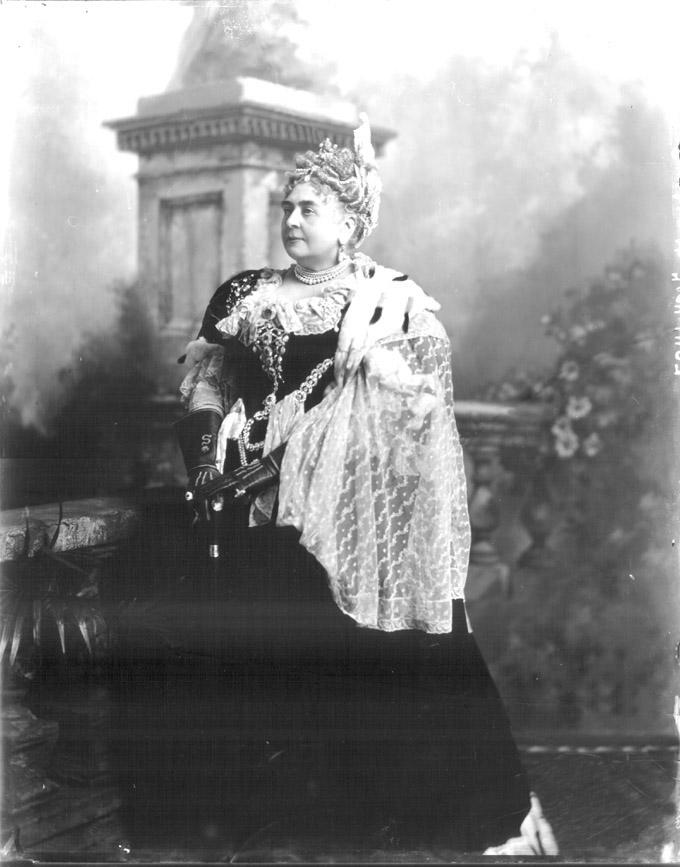
Maria Adelajda Hanowerska

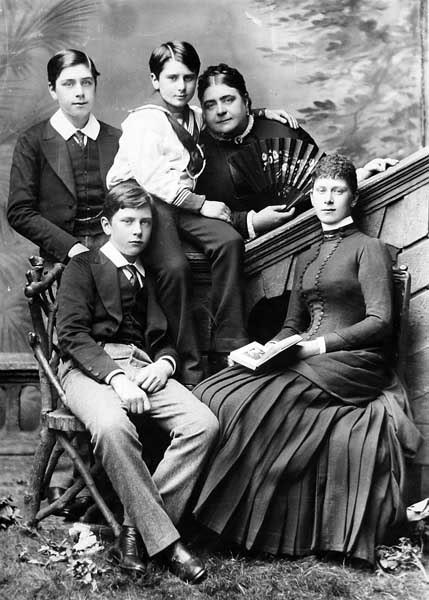
Maria Adelajda z dziećmi

Maria Adelajda Wilhelmina Elżbieta Hanowerska (ur. 27 listopada 1833 w Hanowerze, zm. 27 października 1897 w White Lodge, Richmond Park, Surrey) – członkini brytyjskiej rodziny królewskiej, księżniczka Cambridge, księżna Teck.

## Życiorys
Córka Adolfa i księżniczki Augusty. Jej dziadkami byli: król Jerzy III i Charlotta Mecklenburg-Strelitz oraz landgraf Fryderyk II Heski i Karolina Polyxena von Nassau-Usingen.
Maria Adelajda wychowywała się w Hanowerze, gdzie przebywali jej rodzice. Kochała jedzenie i wkrótce jej waga stała się powodem kłopotów ze znalezieniem męża. W wieku 30 lat nadal nie miała męża, postanowiono więc ożenić ją z Franciszkiem, księciem Teck, który pochodził ze związku morganatycznego, przez co jego szanse na ożenek również były małe (był jednak członkiem rodziny Wirtembergów, którzy od XI wieku rządzili Wirtembergią). Ślub odbył się 12 czerwca 1866 roku, para miała czworo dzieci:
- Marię Teck (1867–1953)
- Adolfa Cambridge (1868–1927)
- Franciszka (1870–1910)
- Aleksandra Cambridge (1874–1957)

Maria z racji przynależności do domu królewskiego otrzymywała co roku 5000 funtów, jednak wystawny tryb życia pary książęcej doprowadził do zadłużenia, którego nie byli w stanie spłacić. Maria poprosiła o pomoc swoją kuzynkę - królową Wiktorię, od której otrzymali do dyspozycji apartament w pałacu Kensington oraz wiejską posiadłość White Lodge. Pomimo, a raczej na skutek (ucieczka przed wierzycielami) ciągłych problemów finansowych para wyjechała w podróż do Florencji, Niemiec i Austrii. Podróż ta nie podobała się Marii z powodu nieoficjalnego charakteru wyjazdu (bez odpowiedniej królewskiej oprawy i pod nazwiskiem książąt von Hohenstein). Wrócili do Wielkiej Brytanii w 1885 roku. Maria oddała się obowiązkom członka rodziny królewskiej, brała udział w działalności charytatywnej. 
Jej najstarsza córka – Maria Teck – zaręczyła się z księciem Albertem, ale miesiąc po zaręczynach książę zmarł. Królowa Wiktora Hanowerska, która patronowała zaręczynom, przekonała młodszego brata księcia Alberta, Jerzego do poślubienia księżniczki Marii (zaledwie po dwóch wymienionych między nimi listach). Ślub młodej pary poprawił sytuację materialną rodziny, a także podniósł jej status. Księżna Maria Adelajda umarła w White Logde, pochowana została w kaplicy na zamku Windsor. 